# Tammy Duckworth

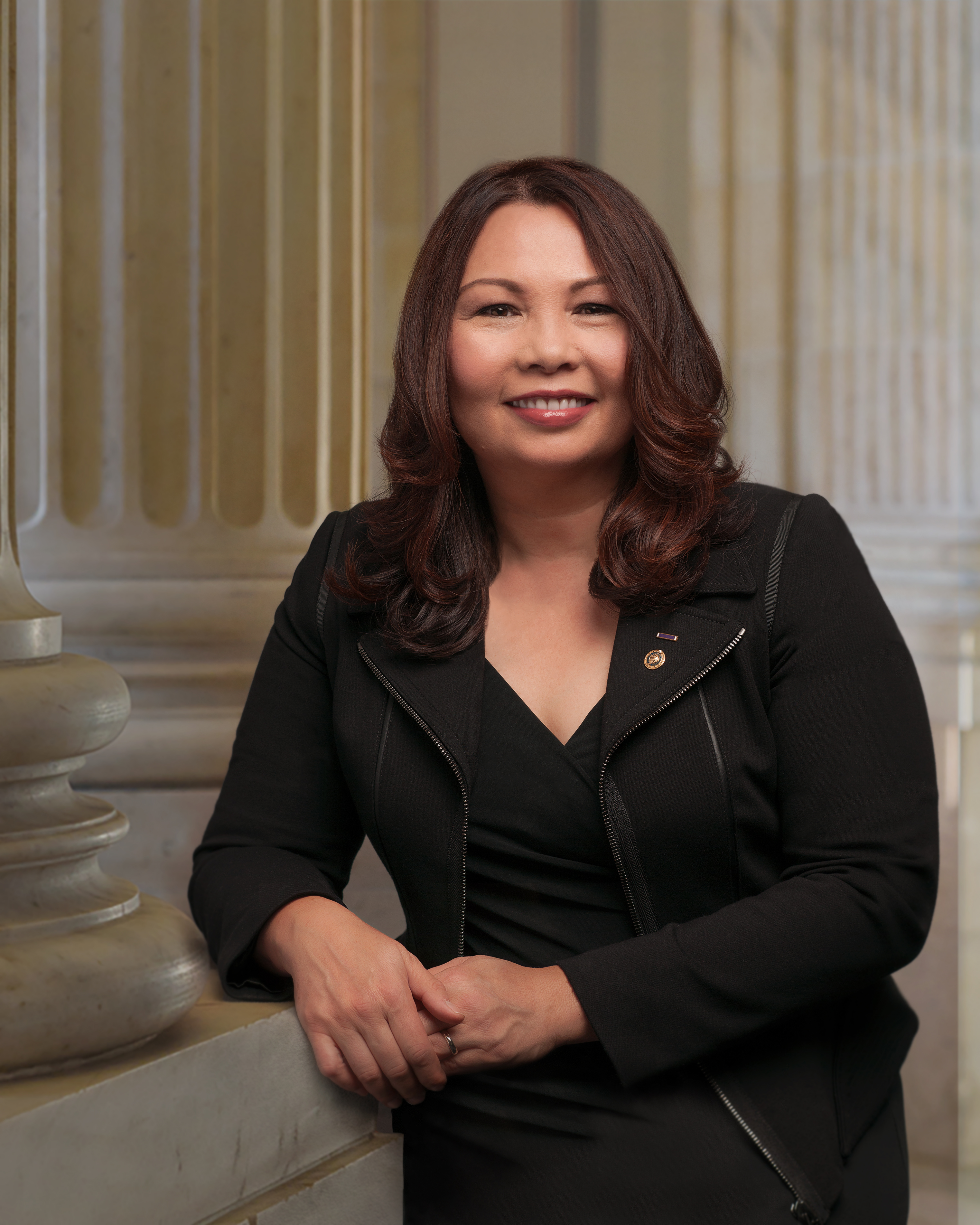
Tammy Duckworth (2017)

Ladda Tammy Duckworth (* 12. März 1968 in Bangkok, Thailand) ist eine  amerikanische Politikerin der Demokratischen Partei. Die hochdekorierte und im Einsatz schwer verwundete Veteranin vertritt den Bundesstaat Illinois seit 2017 im US-Senat, für den sie von 2013 bis 2017 im Repräsentantenhaus saß.

## Familie, Ausbildung und Beruf
Tammy Duckworth entstammt väterlicherseits einer amerikanischen Militärfamilie, deren Mitglieder schon während der amerikanischen Revolution in den Streitkräften dienten. Ihr Vater Franklin (1928–2005) war ein Veteran des United States Marine Corps, der für das Entwicklungsprogramm der Vereinten Nationen sowie internationale Unternehmen arbeitete und deshalb in verschiedenen Ländern Südostasiens lebte. Er heiratete in Bangkok die ethnische Chinesin Lamai Sompornpairin, mit der er Tammy Duckworth und einen jüngeren Sohn bekam. Sie besuchte zunächst die Singapore American School und die International School Bangkok. Im Jahr 1985 absolvierte sie die President William McKinley High School in Honolulu im US-Bundesstaat Hawaii. Anschließend studierte sie an der University of Hawaiʻi zuerst Meeresbiologie und internationale Beziehungen und dann politische Wissenschaft mit dem Abschluss des Bachelors (1989). Sie setzte ihr Studium bis 1992 an der George Washington University in Washington, D.C. und dann an der Northern Illinois University fort, ohne eine begonnene Dissertation über Südostasien zu beenden, und erhielt von ihr 2010 die Ehrendoktorwürde; sie lebt seit dem Studium im Bundesstaat Illinois und arbeitete bis zu ihrem Irak-Einsatz als Managerin für Rotary International.
Duckworth ist seit 1993 mit Bryan Bowlsbey verheiratet, einem Major der Army National Guard. Mit ihm hat sie zwei Töchter, die im November 2014 und im April 2018 geboren wurden. Duckworth war damit die erste US-Senatorin, die während ihrer Mandatszeit Kinder geboren hatte. Beide Töchter tragen Namen, die der US-Senator Daniel Akaka als hawaiianischer „Elder“ segnete. Die Familie pendelt zwischen Washington und Hoffman Estates im Großraum Chicago.

## Militärische Laufbahn

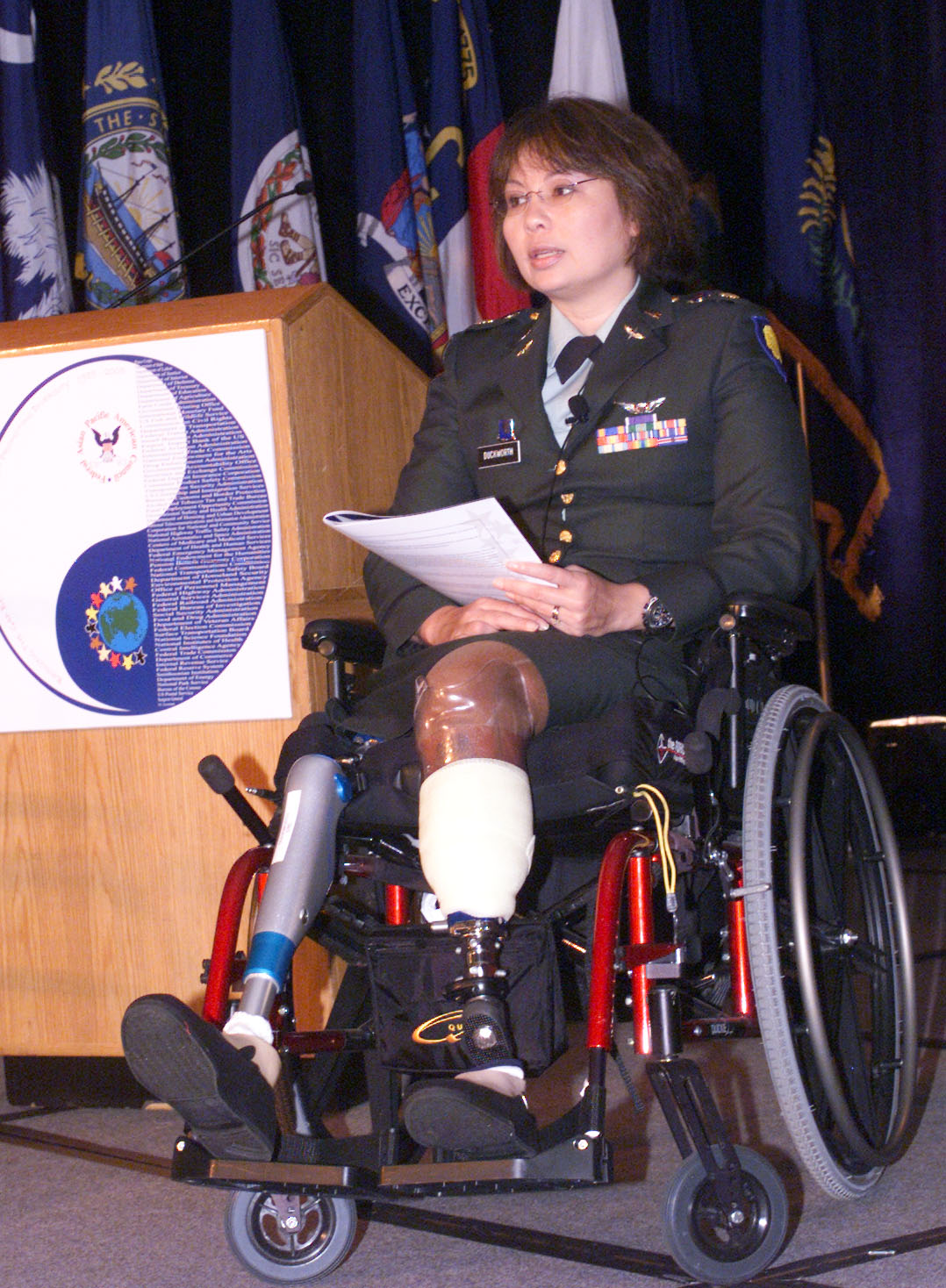
Tammy Duckworth (2005)

Beruflich trat Duckworth in die Fußstapfen ihrer väterlichen Vorfahren. Sie trat 1990 dem Reserve Officer Training Corps bei, wo sie zur Offizierin der US Army ausgebildet wurde. Ab 1992 war sie Hubschrauberpilotin, zunächst als Reservistin; erst 1993 wurden weiblichen Piloten Kampfeinsätze erlaubt. Ab 1996 war sie Mitglied der Nationalgarde von Illinois. 2004 wurde sie in den aktiven Militärdienst gerufen und im Irakkrieg als Hubschrauberpilotin eingesetzt. Bei einem Einsatz am 12. November 2004 war sie Copilotin in einem UH-60 Black Hawk, der von dem Gefechtskopf einer RPG-7 getroffen wurde. Sie wurde schwer verwundet und verlor beide Beine; ihr rechter Arm wurde schwer geschädigt. Im Walter-Reed-Militärkrankenhaus traf sie die damaligen US-Senatoren Barack Obama und Dick Durbin, die ihren Einstieg in die Politik beförderten. Durch den Besuch des republikanischen US-Senators Bob Dole, der sich beeindruckt über sie äußerte, erhielt Duckworth den Impuls, in die Politik zu gehen. Sie wurde mit zahlreichen Orden ausgezeichnet, darunter dem Purple Heart, der Meritorious Service Medal und dem Senior Army Aviator Badge, und zum Major befördert. Im Oktober 2014 wurde sie aus dem Militär verabschiedet. Heute kann sie mit Hilfe von Beinprothesen wieder gehen.

## Politische Laufbahn
Im Jahr 2006 trat Duckworth erstmals als Demokratin für einen Sitz im US-Repräsentantenhaus an und verlor knapp (48,6 zu 51,4 Prozent) gegen den Republikaner Peter Roskam im sechsten Kongresswahlbezirk des Bundesstaates Illinois. Duckworth war vom US-Senator Dick Durbin dafür vorgeschlagen und unterstützt worden. Zwischen 2006 und 2009 leitete sie das Veteranenministerium von Illinois. Von 2009 bis 2011 war sie Assistant Secretary for Public and Intergovernmental Affairs im US-Kriegsveteranenministerium unter Präsident Barack Obama. Im August 2008 und 2012 war sie jeweils Rednerin bei der Democratic National Convention und stellte dort ihre Lebensgeschichte einer großen Öffentlichkeit vor.
Bei der Kongresswahl des Jahres 2012 trat Duckworth wieder für einen Sitz im US-Repräsentantenhaus an. In der demokratischen Primary für den achten Kongresswahlbezirk von Illinois schlug Duckworth, wiederum mit Unterstützung Dick Durbins, mit 66 Prozent der Stimmen ihren Gegenkandidaten Raja Krishnamoorthi. Bei der allgemeinen Wahl besiegte Duckworth im achten Wahlbezirk den republikanischen Mandatsinhaber Joe Walsh mit 55 zu 45 Prozent der Stimmen und zog dadurch am 3. Januar 2013 in das US-Repräsentantenhaus ein. Die Grenzen dieses Wahlbezirks in den nordwestlichen Vorstädten Chicagos waren 2011 neugezogen worden und hatten eine für Demokraten günstige Veränderung der Wählerstruktur mit sich gebracht; die Zeitschrift National Journal sah in Walsh vor der Wahl den gefährdetsten Mandatsinhaber im ganzen Land. Walsh hatte im Wahlkampf mit der Bemerkung für einen Skandal gesorgt, Duckworth rede zu viel über ihre Kriegserfahrung, als dass sie eine echte Heldin sein könne. Duckworth war die erste behinderte Frau im US-Repräsentantenhaus und das erste in Thailand geborene Kongressmitglied. Bei der Wahl 2014 wurde sie mit 56 Prozent gegen den Republikaner Larry Kaifesh mit 44 Prozent bestätigt. Duckworth war bis zu ihrem Ausscheiden am 3. Januar 2017 Mitglied im Streitkräfte- und Regierungskontroll-Ausschuss. 
Ende Mai 2015 kündigte Duckworth an, sich in der demokratischen Primary für die Wahl 2016 um den Sitz im US-Senat zu bewerben, den der Republikaner Mark Kirk von 2011 an innegehabt hatte. Sie galt als Kandidatin der demokratischen Parteiführung in der Primary und wurde vom Democratic Senatorial Campaign Committee unterstützt. Ihre Berater Rahm Emanuel und David Axelrod stammten aus dem Umfeld Obamas. Bei der Hauptwahl im November 2016 gewann sie schließlich gegen Kirk und zog für den Bundesstaat Illinois am 3. Januar 2017 in den US-Senat ein. Ihre sechsjährige Amtszeit lief bis zum 3. Januar 2023, in der sie den vier Ausschüssen für Handel und Wissenschaft, Umwelt und Infrastruktur, Energie und Ressourcen sowie kleinere und mittlere Unternehmen angehörte.
Im März 2021 gab Duckworth bekannt, zur Wiederwahl im Jahr 2022 anzutreten. Am 8. November 2022 wurde sie wiedergewählt, sie besiegte dabei ihre republikanische Gegenkandidatin Kathy Salvi. Damit wurde Tammy Duckworth die erste Frau, die als Mitglied des US-Senats aus Illinois wiedergewählt wurde.

## Politische Positionen
Duckworth setzt sich für einige Kernanliegen der Demokraten wie Erleichterungen bei Mindeststeuersätzen, Studiengebühren und der Krankenversicherung ein. Schwangerschaftsabbruch (Pro-Choice) und die Entscheidung zu sterben (Sterbehilfe) hält sie für Themen des persönlichen Lebensbereichs, die außerhalb des Einflusses der Regierung stehen sollten. Die Entscheidung der Regierung George W. Bush zur Invasion des Irak bezeichnet sie als Fehler. Sie setzt sich für Belange der Veteranen wie bessere Eingliederung in den Arbeitsmarkt und Gesundheitsversorgung ein. Sie sprach sich gegen Präsident Donald Trumps Anweisung aus, Transgendern den Zutritt zu den Streitkräften zu verwehren. Allein entscheidend sei der Einsatzwille der Truppen, und Trumps Haltung sei nicht nur eine Diskriminierung, sondern auch der nationalen Sicherheit abträglich. Seit der Geburt ihres ersten Kindes setzt sich Duckworth für die verbesserte Vereinbarkeit von Familie und Berufs- sowie Alltagsleben ein.

## Belege
1. ↑  Franklin G. Duckworth. In: ArlingtonCemetery.net. 18. März 2005 (englisch, mit verschiedenen Aktualisierungen).
2. ↑  After War Injury, an Iraq Vet Takes on Politics. In: The Washington Post. 19. Februar 2008 (englisch)
3. 1 2  Tammy Duckworth. In: Women Under Fire (englisch).
4. 1 2 3  Adam Weinstein: Nobody Puts Tammy Duckworth in a Corner. In: Mother Jones. September 2012 (englisch).
5. 1 2 3  Katherine Skiba: Rep. Tammy Duckworth Gives Birth to Daughter. In: The Chicago Tribune, 20. November 2014 (englisch); Lynn Sweet: Tammy Duckworth gives birth to girl: First senator to have baby while in office. In: The Chicago Sun-Times, 9. April 2018.
6. 1 2 3 4 5  Matt Vasilogambros: Illinois, 8th House District: Tammy Duckworth (D). (Memento vom 6. April 2013 im Internet Archive) In: The National Journal, 6. November 2012 (englisch).
7. ↑  After War Injury, an Iraq Vet Takes on Politics. In: The Washington Post, 19. Februar 2008 (englisch); John Biemer: Dole makes it clear: He backs Roskam over Duckworth. In: Chicago Tribune, 29. September 2006 (englisch).
8. ↑  Courtney Cox: Was Duckworth Drawn Into the 8th? In: NBC Chicago, 6. Juli 2011 (englisch).
9. ↑  Katherine Skiba: Walsh Defends Remarks On Whether Duckworth Is True Hero. In: Chicago Tribune, 3. Juli 2012 (englisch).
10. ↑  Ballots Cast. In: Illinois State Board of Elections. Ergebnisse vom 4. November 2014 (englisch).
11. ↑  Michelle Gallardo: Tammy Duckworth Running against Mark Kirk for US Senate. In: ABC News, 30. März 2015 (englisch).
12. ↑  Katherine Skiba: New U.S. Sen. Duckworth ‘anxious to get to work’. In: The Chicago Tribune, 3. Januar 2017 (englisch).
13. ↑  U.S. Sen. Tammy Duckworth Announces Re-Election Bid - CBS Chicago. 9. März 2021, abgerufen am 27. März 2025 (amerikanisches Englisch).
14. ↑  James Neveau • •: Tammy Duckworth Triumphs Over Kathy Salvi in Illinois Senate Race, AP Projects. In: NBC Chicago. 8. November 2022, abgerufen am 27. März 2025 (amerikanisches Englisch).
15. ↑  Sen. Tammy Duckworth cruises to 2nd term over GOP challenger Kathy Salvi. 9. November 2022, abgerufen am 27. März 2025 (englisch).
16. ↑  After War Injury, an Iraq Vet Takes on Politics. In: The Washington Post, 19. Februar 2008 (englisch).
17. ↑  Duckworth Says Transgender Ban Discriminatory. In: US News. 26. Juli 2017.

| Personendaten    | Personendaten                               |
| ---------------- | ------------------------------------------- |
| NAME             | Duckworth, Tammy                            |
| ALTERNATIVNAMEN  | Duckworth, Ladda Tammy (vollständiger Name) |
| KURZBESCHREIBUNG | US-amerikanische Politikerin                |
| GEBURTSDATUM     | 12. März 1968                               |
| GEBURTSORT       | Bangkok, Thailand                           |